# ابیلا (پرایا)

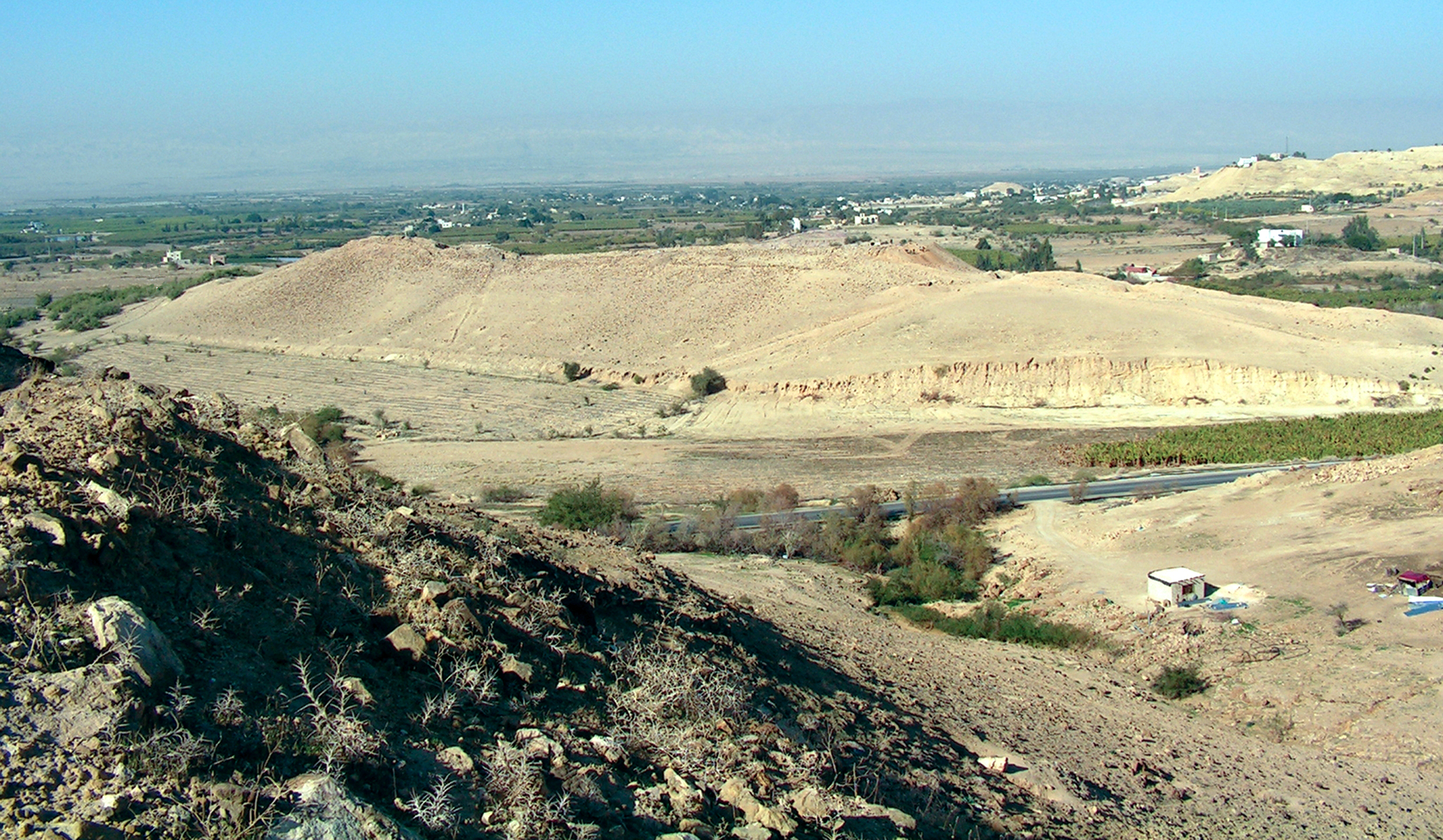
نمایی از منطقهٔ (Tall el-Hammam) که گروهی از محققین آن‌را شیطیم می‌دانند. - ۲۰۰۷

ابیلا (عربی: ابيلا) شهری باستانی در شرق  رود اردن در دشت‌های موآب، بعداً پرایا، نزدیک لیویاس، در حدود دوازده کیلومتری شمال شرقی ساحل شمالی  دریای مرده بود. در کتاب مقدس از آن به عنوان شیطیم نام برده شده است.